# Бојан Зрнић
Бојан Зрнић (Бања Лука, 18. октобар 1969) је припадник Војске Србије, генерал-мајор  и бивши начелник Војне академије.

## Биографија
Војну гимназију у Београду завршио је 1987. године као најбољи у класи. Дипломирао је 1992. године на Војнотехничкој академији у Београду, смер Електроника, специјалност Ракетни системи, као најбољи у класи (просечна оцена 9.66). На Електротехничком факултету у Београду одбранио је магистарски рад из области радарске технике 1998. године. Докторску дисертацију из области радарске технике одбранио је 2001. године на Војнотехничкој академији у Београду. Завршио је курс "Лидери за 21. век" на Европском колеџу за безбедносне студије у Немачкој 2003. године. Завршио је Краљевски колеџ за одбрамбене студије у Лондону 2007. године. Стручно усавршавање у области управљања пројектима развоја наоружања завршио је 2012. године на Институту за високе студије одбране у Паризу.
У времену од 1992. године до 1995. године обављао је дужност командира у јединицама за одржавање електронских средстава. Од 1995. године до 2005. године налазио се на различитим дужностима у Војнотехничкој академији, од командира у студентској класи до начелника катедре за радарске системе. У овом периоду, по потреби службе упућиван је на привремени рад у органе ТСл у гарнизоне Призрен 1998. год. и у гарнизон Рашка 1999.године. Од 2005. године до 2006. године налазио се на дужности начелника одељења за развој у Управи за стратегијско планирање МО РС. Од 2008. године до 2010. године обављао је дужност заменика начелника Управе за планирање и развој ГШ ВС. Од 2010. године се налазио на дужности начелника Управе за одбрамбене технологије МО РС, одакле је управљао процесом опремања ВС средствима наоружања и војне опреме и координирао рад Одбрамбене индустрије Србије. Унапређен је ванредно у чин бригадног генерала у фебруару 2011. године, а у чин генерал-мајора 2014. године.
Има наставничко звање ванредног професора за област Радарски системи на Војној академији. Објавио је преко 70 научних и стручних радова из области војних електронских система и стратегијског планирања. Говори активно енглески језик.
Ожењен је и има два сина.

## Образовање
- Војна гимназија у Београду
- Војнотехничка академија у Београду
- Магистарски рад на Електротехничком факултету у Београду
- Докторска дисертација на Војно-техничкој академији у Београду
- Европски колеџ за безбедносне студије у СР Немачкој
- Краљевски колеџ за одбрамбене студије у Лондону
- Институт за високе студије одбране у Паризу

## Досадашње дужности
- Командир вода за одржавање електронских средстава
- Командир чете за одржавање електронских средстава
- Командир у класи студената Војнотехничке академије
- Начелник катедре радарских система ВТА
- Начелник одељења за развој у Управи за стратегијско планирање
- Заменик начелника Управе за планирање и развој (J-5)
- Начелник Управе за одбрамбене технологије
- Начелник Војне академије
- Војни представник у Сталној мисији Републике Србије при ОЕБС-у

## Напредовање
- Поручник, 1992.
- Капетан, 1995.
- Капетан прве класе, 1998.
- Мајор, 2001.
- Потпуковник, 2005.
- Пуковник, 2008.
- Бригадни генерал, 2011.
- Генерал-мајор, 2014.